# Campionato Primavera 1984-1985
Il Campionato Primavera 1984-1985 è la 23ª edizione del Campionato Primavera. Il detentore del trofeo è la Roma.
La squadra vincitrice del torneo è stato il Torino che guidato da Sergio Vatta si è aggiudicato il titolo di campione nazionale per la quinta volta nella sua storia. Tra i giocatori si segnalano Antonio Comi,  Franco Lerda, Marco Osio, Giuseppe Scienza.
Organico squadra campione:
| N. |                   | Ruolo | Calciatore              |
| -- | ----------------- | ----- | ----------------------- |
|    | Italia (bandiera) | P     | Renato Biasi            |
|    | Italia (bandiera) | P     | Stefano Spadoni         |
|    | Italia (bandiera) | D     | Giuseppe Argentesi      |
|    | Italia (bandiera) | D     | Massimo Brambati        |
|    | Italia (bandiera) | D     | Massimiliano Nardecchia |
|    | Italia (bandiera) | D     | Andrea Poggi            |
|    | Italia (bandiera) | D     | Carlo Cornacchia        |
|    | Italia (bandiera) | C     | Paolo Bellatorre        |
|    | Italia (bandiera) | C     | Roberto Borroni         |

| N. |                   | Ruolo | Calciatore        |
| -- | ----------------- | ----- | ----------------- |
|    | Italia (bandiera) | C     | Vincenzo Longo    |
|    | Italia (bandiera) | C     | Maurizio Lubbia   |
|    | Italia (bandiera) | C     | Giuseppe Scienza  |
|    | Italia (bandiera) | C     | Marco Osio        |
|    | Italia (bandiera) | C     | Silvio Picci      |
|    | Italia (bandiera) | A     | Girolamo Bizzarri |
|    | Italia (bandiera) | A     | Leonardo Morucci  |
|    | Italia (bandiera) | A     | Guido Ponti       |
|    | Italia (bandiera) | A     | Roberto Rambaudi  |